# Campeonato Mundial de Halterofilismo de 2014 - Até 58 kg feminino
A categoria até 58 kg feminino foi um evento do Campeonato Mundial de Halterofilismo de 2014, disputado no Palácio de Esportes Baluan Sholak, em Almaty, no Cazaquistão, entre 10 e 11 de novembro de 2014. 

## Calendário
Horário local (UTC+6) 
| Dia            | Horário | Fase    |
| -------------- | ------- | ------- |
| 10 de novembro | 21:00   | Grupo C |
| 11 de novembro | 16:00   | Grupo B |
| 11 de novembro | 19:00   | Grupo A |

## Medalhistas
| Evento    | Ouro                   | Ouro   | Prata                  | Prata  | Bronze                | Bronze |
| --------- | ---------------------- | ------ | ---------------------- | ------ | --------------------- | ------ |
| Arranque  | Sukanya Srisurat (THA) | 106 kg | Deng Mengrong (CHN)    | 105 kg | Yenny Álvarez (COL)   | 100 kg |
| Arremesso | Rattikan Gulnoi (THA)  | 131 kg | Deng Mengrong (CHN)    | 130 kg | Yenny Álvarez (COL)   | 125 kg |
| Total     | Deng Mengrong (CHN)    | 235 kg | Sukanya Srisurat (THA) | 231 kg | Rattikan Gulnoi (THA) | 231 kg |

## Recordes
Antes desta competição, o recorde mundial da prova era o seguinte:
| Recorde         | Tipo      | Atleta             | Peso   | Local  | Data                  |
| Recorde Mundial | Arranque  | Chen Yanqing (CHN) | 111 kg | Doha   | 3 de dezembro de 2006 |
| Recorde Mundial | Arremesso | Qiu Hongmei (CHN)  | 141 kg | Tai'an | 23 de abril de 2007   |
| Recorde Mundial | Total     | Chen Yanqing (CHN) | 251 kg | Doha   | 3 de dezembro de 2006 |

## Resultado
Os resultados foram os seguintes. 
| Pos.              | Atleta                     | Grupo | Peso  | Arranque (kg) | Arranque (kg) | Arranque (kg) | Arranque (kg)     | Arremesso (kg) | Arremesso (kg) | Arremesso (kg) | Arremesso (kg)    | Total |
| Pos.              | Atleta                     | Grupo | Peso  | 1             | 2             | 3             | Resultado         | 1              | 2              | 3              | Resultado         | Total |
| ----------------- | -------------------------- | ----- | ----- | ------------- | ------------- | ------------- | ----------------- | -------------- | -------------- | -------------- | ----------------- | ----- |
| Medalha de ouro   | Deng Mengrong (CHN)        | A     | 57.06 | 101           | 104           | 105           | Medalha de prata  | 130            | 133            | 133            | Medalha de prata  | 235   |
| Medalha de prata  | Sukanya Srisurat (THA)     | A     | 57.75 | 102           | 105           | 106           | Medalha de ouro   | 120            | 125            | 125            | 4                 | 231   |
| Medalha de bronze | Rattikan Gulnoi (THA)      | A     | 57.40 | 95            | 100           | 102           | 4                 | 125            | 129            | 131            | Medalha de ouro   | 231   |
| 4                 | Yenny Álvarez (COL)        | A     | 56.81 | 95            | 100           | 103           | Medalha de bronze | 118            | 122            | 125            | Medalha de bronze | 225   |
| 5                 | Kuo Hsing-chun (TPE)       | A     | 57.72 | 98            | 98            | 100           | 6                 | 125            | 129            | 131            | 5                 | 223   |
| 6                 | Lina Rivas (COL)           | A     | 57.78 | 95            | 100           | 103           | 5                 | 115            | 118            | 120            | 8                 | 218   |
| 7                 | Irina Lepșa (ROU)          | A     | 57.68 | 90            | 90            | 90            | 13                | 111            | 116            | 119            | 7                 | 209   |
| 8                 | Mikiko Ando (JPN)          | A     | 57.59 | 87            | 89            | 91            | 16                | 116            | 119            | 119            | 6                 | 208   |
| 9                 | Yusleidy Figueroa (VEN)    | B     | 57.71 | 88            | 91            | 91            | 11                | 110            | 115            | 117            | 9                 | 208   |
| 10                | Joanna Łochowska (POL)     | A     | 57.65 | 90            | 90            | 93            | 7                 | 112            | 112            | 116            | 11                | 205   |
| 11                | Quisia Guicho (MEX)        | B     | 57.97 | 86            | 90            | 92            | 14                | 115            | 120            | 120            | 10                | 205   |
| 12                | Elena Shadrina (RUS)       | B     | 57.29 | 92            | 94            | 94            | 9                 | 108            | 111            | 114            | 12                | 203   |
| 13                | Chiang Nien-hsin (TPE)     | A     | 57.41 | 85            | 89            | 89            | 15                | 111            | 116            | 116            | 13                | 200   |
| 14                | Kateryna Driumova (UKR)    | B     | 57.63 | 89            | 92            | 94            | 10                | 102            | 105            | 107            | 18                | 199   |
| 15                | Esraa El-Sayed (EGY)       | B     | 57.77 | 88            | 93            | 93            | 8                 | 103            | 106            | 106            | 22                | 196   |
| 16                | Jennifer Hernández (ECU)   | B     | 57.93 | 84            | 84            | 87            | 22                | 105            | 110            | 112            | 15                | 194   |
| 17                | Jennifer Lombardo (ITA)    | B     | 57.51 | 79            | 83            | 85            | 23                | 105            | 110            | 110            | 14                | 193   |
| 18                | Yaneth Sous (VEN)          | C     | 57.89 | 80            | 84            | 87            | 21                | 105            | 105            | 109            | 16                | 193   |
| 19                | Cortney Batchelor (USA)    | B     | 58.00 | 83            | 86            | 88            | 18                | 102            | 107            | 111            | 19                | 193   |
| 20                | Loredana Heghiș (ROU)      | C     | 57.63 | 81            | 85            | 87            | 19                | 102            | 105            | 107            | 17                | 192   |
| 21                | Farangiz Shomurodova (UZB) | C     | 57.76 | 80            | 83            | 85            | 20                | 100            | 103            | 106            | 20                | 191   |
| 22                | Anna Athanasiadou (GRE)    | B     | 57.48 | 85            | 90            | 92            | 12                | 100            | 105            | 105            | 25                | 190   |
| 23                | Liudmila Bryl (BLR)        | B     | 57.92 | 83            | 83            | 86            | 24                | 102            | 106            | 109            | 21                | 189   |
| 24                | Dora Tchakounté (FRA)      | C     | 56.48 | 80            | 84            | 87            | 17                | 96             | 100            | 104            | 24                | 187   |
| 25                | Roilya Ranaivosoa (MRI)    | C     | 57.13 | 76            | 79            | 83            | 28                | 96             | 101            | 105            | 23                | 180   |
| 26                | Alba Sánchez (ESP)         | C     | 57.14 | 77            | 81            | 83            | 26                | 97             | 102            | 102            | 26                | 178   |
| 27                | Konstantina Benteli (GRE)  | C     | 56.00 | 82            | 82            | 86            | 25                | 90             | 95             | 100            | 27                | 177   |
| 28                | Seen Lee (AUS)             | C     | 57.70 | 78            | 81            | 81            | 27                | 95             | 95             | 95             | 28                | 176   |
| 29                | Milijana Vojnović (CRO)    | C     | 57.12 | 63            | 68            | 70            | 29                | 77             | 81             | 85             | 31                | 151   |
| 30                | Klára Kasza-Kovács (HUN)   | C     | 57.69 | 64            | 68            | 68            | 30                | 84             | 88             | 88             | 30                | 148   |
| —                 | Ayesha Al-Balooshi (UAE)   | C     | 56.92 | 70            | 70            | 70            | —                 | 80             | 83             | 86             | 29                | —     |
| —                 | Yineisy Reyes (DOM)        | B     | 57.79 | 88            | 88            | 88            | —                 | —              | —              | —              | —                 | —     |
| DSQ               | Ri Jong-hwa (PRK)          | A     | 57.63 | 99            | 103           | 103           | —                 | 129            | 133            | 133            | —                 | —     |